# Sergej Vadimovič Stepašin
Sergej Vadimovič Stepašin (in russo Серге́й Вади́мович Степа́шин?; Lüshunkou, 2 marzo 1952) è un politico russo, già primo ministro.

## Carriera
Dopo una brillante carriera accademica presso i più prestigiosi istituti scolastici dell'ex Unione Sovietica, Stepašin intraprese la carriera militare fino a raggiungere il grado di colonnello generale.
Successivamente iniziò la carriera politica: durante la presidenza di Boris El'cin divenne prima ministro della giustizia (tra il 1997 e il marzo 1998) e ministro dell'interno (marzo 1998 - maggio 1999).
Nel maggio 1999, dopo l'improvviso licenziamento di Evgenij Primakov, venne nominato da El'cin primo ministro, carica che ricoprì per soli tre mesi prima di lasciare il posto al futuro presidente Vladimir Putin.
Finita l'esperienza di governo s'iscrisse al partito di opposizione Jabloko e fu eletto parlamentare alla Duma di Stato.